# Oligoclada abbreviata
Oligoclada abbreviata är en trollsländeart. Oligoclada abbreviata ingår i släktet Oligoclada och familjen segeltrollsländor. IUCN kategoriserar arten globalt som livskraftig.

## Underarter
Arten delas in i följande underarter:
- O. a. abbreviata
- O. a. limnophila